# Biblioteca Palatina Lorenese
La Biblioteca Palatina Lorenese, che aveva sede a Palazzo Pitti, a Firenze, fu costituita nel 1790 da Ferdinando III di Toscana e arricchita dal suo successore Leopoldo II di Toscana, ultimo Granduca di Toscana, per sostituìre  la precedente Biblioteca Palatina Mediceo Lotaringia che era stata aperta al pubblico nel 1771 per volere del granduca Pietro Leopoldo nell'ex Teatrino della Baldracca nel complesso degli Uffizi.
Nel 1861 la Biblioteca Palatina Lorenese fu unificata come la precedente Biblioteca Palatina Mediceo Lotaringia alla Biblioteca Magliabechiana (che diventò la Biblioteca nazionale centrale di Firenze, BNCF), con decreto del 22 dicembre, firmato dal ministro Francesco De Sanctis.

## Patrimonio librario
Comprendeva, al momento della fusione, la raccolta Poggiali di testi in lingua italiana, utilizzati per la redazione del Vocabolario della Crusca, manoscritti galileiani e manoscritti dell'Accademia del Cimento e anche consistenti fondi librari di archeologia e di storia antica.
- 86.761 volumi
- 15.748 opuscoli
- 3.165 manoscritti